# Cabo Verde nos Jogos Olímpicos de Verão de 2000
Cabo Verde participou dos Jogos Olímpicos de Verão de 2000 em Sydney, Austrália, disputado de 15 de setembro a 1º de outubro daquele ano. Esta foi a segunda aparição do país nos Jogos Olímpicos de Verão após os Jogos de 1996 em Atlanta, quatro anos antes. A delegação cabo-verdiana a Sydney foi composta por dois atletas de atletismo, Isménia do Frederico e António Zeferino, ambos competindo pela segunda vez em olimpíadas. Isménia não avançou além de sua  bateria nos 100 metros femininos, enquanto Zeferino terminou em 67º dentre os 81 que concluíram a maratona masculina.

## Antecedentes
O Comité Olímpico Cabo-verdeano foi reconhecido pelo Comitê Olímpico Internacional a 1º de Janeiro de 1993. Seus primeiros Jogos Olímpicos de verão foram os Jogos Olímpicos de Atlanta em 1996, para onde enviaram 3 atletas, todos de atletismo. Cabo Verde nunca ganhou uma medalha olímpica. Os Jogos Olímpicos de Verão de 2000 foram realizados de 15 de setembro a 1 de outubro de 2000; um total de 10 651 atletas representou 199 Comitês Olímpicos Nacionais. Sydney foi sua segunda participação em Jogos Olímpicos; a nação insular nunca participou dos Jogos Olímpicos de Inverno desde os Jogos Olímpicos de Inverno de 2018. A delegação cabo-verdiana a Sydney foi composta por dois atletas de atletismo, Isménia do Frederico e António Zeferino. Isménia foi escolhida como a porta-bandeira do país para a cerimônia de abertura.

## Desempenho

### Atletismo

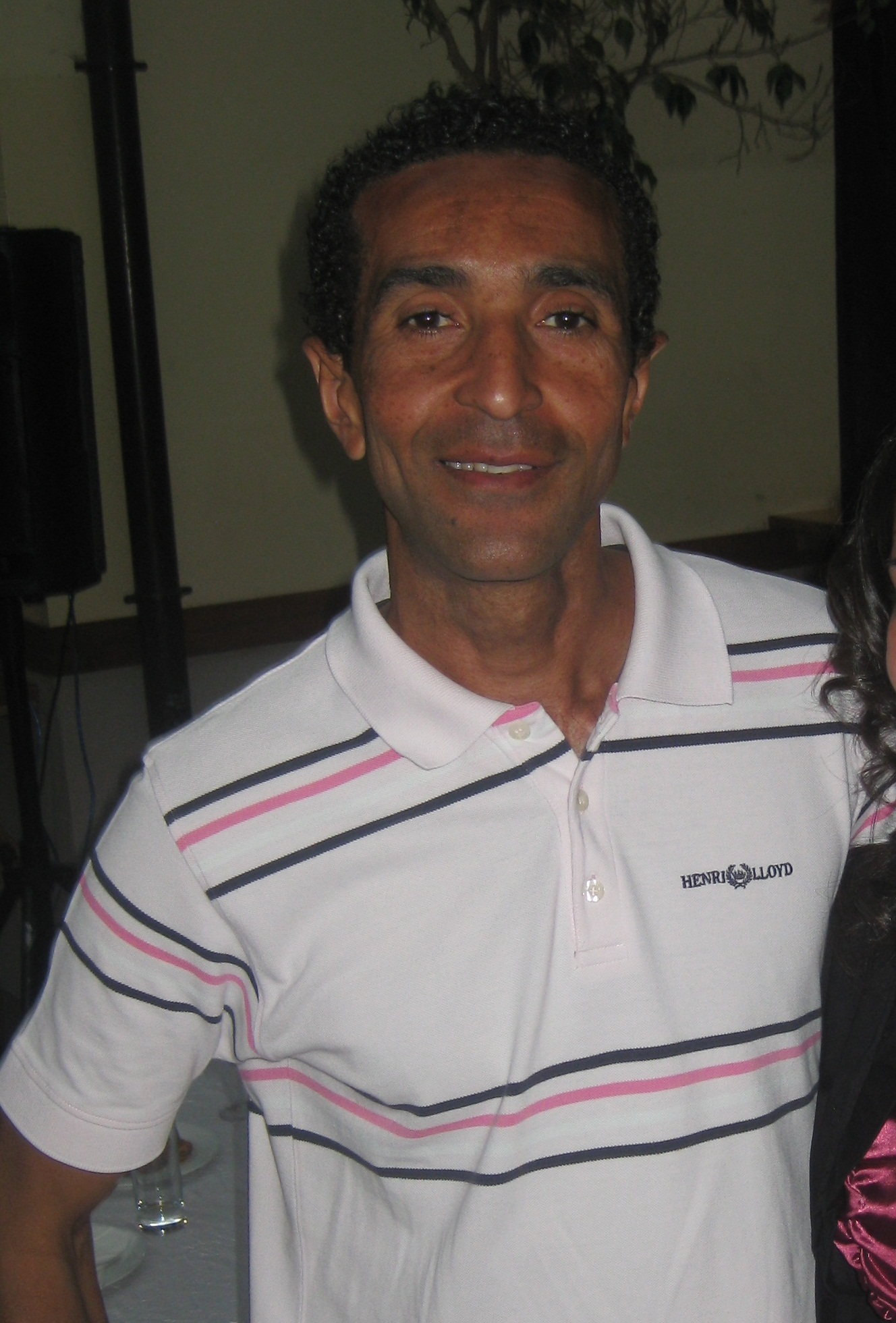
António Zeferino conseguiu o seu melhor resultado em Sydney, em três maratonas olímpicas disputadas.

Isménia do Frederico tinha 29 anos na época dos Jogos Olímpicos de Sydney e fazia a sua segunda e última participação olímpica, tendo representado Cabo Verde nos Jogos Olímpicos de 1996. Nos 100 metros de Atlanta ela se classificou por último em sua bateria com um tempo de 13,03 segundos. Aqui em Sydney, nos 100 metros, ela também terminou em último na bateria, mas com um tempo mais rápido de 12,99 segundos; apenas os três primeiros de cada bateria, mais os próximos dois mais rápidos entre todas as dez baterias poderiam avançar, e assim Isménia foi eliminada. No evento geral, a medalha de ouro está vaga devido à medalha de ouro original Marion Jones, dos Estados Unidos, admitir o uso de esteroides e perder suas medalhas e resultados dos Jogos de Sydney. Oficialmente, as medalhas no evento são detidas por Ekaterini Thanou da Grécia e Tayna Lawrence (a medalhista de bronze original) da Jamaica compartilhando prata, e Merlene Ottey, também da Jamaica, o quarto colocado original, recebendo um bronze. O ouro ficou vago porque Thanou, a medalhista de prata original, teve seu próprio problema de perder um exame de drogas nos Jogos Olímpicos de Verão de 2004.
António Zeferino tinha 34 anos na altura dos Jogos Olímpicos de Sydney e fazia a segunda das suas três participações olímpicas. Quatro anos antes, na maratona de Atlanta, ele havia terminado com o tempo de 2 horas, 34 minutos e 13 segundos; e ficou em 94º entre 111 finalistas classificados. Na maratona de Sydney, ele terminou com o tempo de 2 horas, 29 minutos e 46 segundos; o que o colocou em 67º lugar entre 81 homens que terminaram a corrida. A medalha de ouro foi conquistada por Gezahegne Abera da Etiópia no tempo de 2 horas, 10 minutos e 11 segundos; a prata foi conquistada por Erick Wainaina, do Quênia, e o bronze, por Tesfaye Tola, também da Etiópia. Zeferino iria competir na maratona olímpica novamente nos Jogos Olímpicos de Verão de 2004, mas Sydney foi o melhor resultado e a corrida mais rápida de sua carreira olímpica.